# Mâcon (quận)
Quận Mâcon là một quận của Pháp, nằm ở tỉnh Saône-et-Loire, ở vùng Bourgogne-Franche-Comté. Quận này có 10 tổng và 124 xã.

## Các đơn vị hành chính

### Các tổng
Các tổng của quận Mâcon là: 
1. La Chapelle-de-Guinchay
2. Cluny
3. Lugny
4. Mâcon-Centre
5. Mâcon-Nord
6. Mâcon-Sud
7. Matour
8. Saint-Gengoux-le-National
9. Tournus
10. Tramayes

### Các xã
Các xã của quận Mâcon, và mã INSEE là: 
| 1. Ameugny (71007)                       | 2. Azé (71016)                            | 3. Bergesserin (71030)                |
| 4. Berzé-la-Ville (71032)                | 5. Berzé-le-Châtel (71031)                | 6. Bissy-la-Mâconnaise (71035)        |
| 7. Bissy-sous-Uxelles (71036)            | 8. Blanot (71039)                         | 9. Bonnay (71042)                     |
| 10. Bourgvilain (71050)                  | 11. Brandon (71055)                       | 12. Bray (71057)                      |
| 13. Buffières (71065)                    | 14. Burgy (71066)                         | 15. Burnand (71067)                   |
| 16. Burzy (71068)                        | 17. Bussières (71069)                     | 18. Chaintré (71074)                  |
| 19. Chapaize (71087)                     | 20. Charbonnières (71099)                 | 21. Chardonnay (71100)                |
| 22. Charnay-lès-Mâcon (71105)            | 23. Chasselas (71108)                     | 24. Chevagny-les-Chevrières (71126)   |
| 25. Chissey-lès-Mâcon (71130)            | 26. Chânes (71084)                        | 27. Château (71112)                   |
| 28. Chérizet (71125)                     | 29. Clermain (71134)                      | 30. Clessé (71135)                    |
| 31. Cluny (71137)                        | 32. Cormatin (71145)                      | 33. Cortambert (71146)                |
| 34. Cortevaix (71147)                    | 35. Cruzille (71156)                      | 36. Crêches-sur-Saône (71150)         |
| 37. Curtil-sous-Buffières (71163)        | 38. Curtil-sous-Burnand (71164)           | 39. Davayé (71169)                    |
| 40. Dompierre-les-Ormes (71178)          | 41. Donzy-le-National (71180)             | 42. Donzy-le-Pertuis (71181)          |
| 43. Farges-lès-Mâcon (71195)             | 44. Flagy (71199)                         | 45. Fleurville (71591)                |
| 46. Fuissé (71210)                       | 47. Germolles-sur-Grosne (71217)          | 48. Grevilly (71226)                  |
| 49. Hurigny (71235)                      | 50. Igé (71236)                           | 51. Jalogny (71240)                   |
| 52. La Chapelle-de-Guinchay (71090)      | 53. La Chapelle-du-Mont-de-France (71091) | 54. La Chapelle-sous-Brancion (71094) |
| 55. La Roche-Vineuse (71371)             | 56. La Salle (71494)                      | 57. La Truchère (71549)               |
| 58. La Vineuse (71582)                   | 59. Lacrost (71248)                       | 60. Laizé (71250)                     |
| 61. Le Villars (71576)                   | 62. Leynes (71258)                        | 63. Lournand (71264)                  |
| 64. Lugny (71267)                        | 65. Malay (71272)                         | 66. Martailly-lès-Brancion (71284)    |
| 67. Massilly (71287)                     | 68. Massy (71288)                         | 69. Matour (71289)                    |
| 70. Mazille (71290)                      | 71. Milly-Lamartine (71299)               | 72. Montagny-sur-Grosne (71304)       |
| 73. Montbellet (71305)                   | 74. Montmelard (71316)                    | 75. Mâcon (71270)                     |
| 76. Ozenay (71338)                       | 77. Passy (71344)                         | 78. Pierreclos (71350)                |
| 79. Plottes (71353)                      | 80. Prissé (71360)                        | 81. Pruzilly (71362)                  |
| 82. Préty (71359)                        | 83. Péronne (71345)                       | 84. Ratenelle (71366)                 |
| 85. Romanèche-Thorins (71372)            | 86. Romenay (71373)                       | 87. Royer (71377)                     |
| 88. Sailly (71381)                       | 89. Saint-Albain (71383)                  | 90. Saint-Amour-Bellevue (71385)      |
| 91. Saint-André-le-Désert (71387)        | 92. Saint-Gengoux-de-Scissé (71416)       | 93. Saint-Gengoux-le-National (71417) |
| 94. Saint-Huruge (71427)                 | 95. Saint-Léger-sous-la-Bussière (71441)  | 96. Saint-Martin-Belle-Roche (71448)  |
| 97. Saint-Maurice-de-Satonnay (71460)    | 98. Saint-Pierre-le-Vieux (71469)         | 99. Saint-Point (71470)               |
| 100. Saint-Symphorien-d'Ancelles (71481) | 101. Saint-Vincent-des-Prés (71488)       | 102. Saint-Vérand (71487)             |
| 103. Saint-Ythaire (71492)               | 104. Sainte-Cécile (71397)                | 105. Salornay-sur-Guye (71495)        |
| 106. Sancé (71497)                       | 107. Savigny-sur-Grosne (71507)           | 108. Senozan (71513)                  |
| 109. Serrières (71518)                   | 110. Sigy-le-Châtel (71521)               | 111. Sologny (71525)                  |
| 112. Solutré-Pouilly (71526)             | 113. Taizé (71532)                        | 114. Tournus (71543)                  |
| 115. Tramayes (71545)                    | 116. Trambly (71546)                      | 117. Trivy (71547)                    |
| 118. Uchizy (71550)                      | 119. Varennes-lès-Mâcon (71556)           | 120. Vergisson (71567)                |
| 121. Verzé (71574)                       | 122. Vinzelles (71583)                    | 123. Viré (71584)                     |
| 124. Vitry-lès-Cluny (71587)             |                                           |                                       |